# Ābyek (shahrestan)
Ābyek (persiska: شهرستان آبيک, Shahrestān-e Ābīk, آبيک) är en delprovins (shahrestan) i Iran.   Den ligger i provinsen Qazvin, i den nordvästra delen av landet, 110 km väster om huvudstaden Teheran.
Delprovinsen hade 94 536 invånare 2016.